# NGC 933
NGC 933 je galaksija u zviježđu Andromeda.

## Vanjske poveznice
- SEDS: NGC 933